# Eric Poulat
Eric Poulat (Bronban, Rhône-Alpes, 1963. december 8. –) francia nemzetközi labdarúgó-játékvezető. Egyéb foglalkozása informatikus.

## Pályafutása

### Nemzeti játékvezetés
A játékvezetésből 1978-ban vizsgázott. 1997-ben lett az I. Liga játékvezetője. A nemzeti játékvezetéstől 2009-ben vonult vissza. Első ligás mérkőzéseinek száma: 48.

#### Nemzeti kupamérkőzések
Vezetett Kupa-döntők száma: 3.

##### Francia labdarúgókupa
| Időpont         | Helyszín                     | Mérkőzés típusa | Mérkőzés                                      | Eredmény | Nézők száma |
| --------------- | ---------------------------- | --------------- | --------------------------------------------- | -------- | ----------- |
| 2002. május 11. | Stade de France, Saint-Denis | döntő           | SC Bastia–FC Lorient                          | 0 – 1    | 60 000      |
| 2007. május 12. | Stade de France, Saint-Denis | döntő           | Olympique de Marseille–FC Sochaux-Montbéliard | 2 – 2    | 79 797      |

##### Liga Kupa
| Időpont           | Helyszín                     | Mérkőzés típusa | Mérkőzés                      | Eredmény |
| ----------------- | ---------------------------- | --------------- | ----------------------------- | -------- |
| 2000. április 22. | Stade de France, Saint-Denis | döntő           | Football Club de Gueugnon–PSG | 2 – 0    |

### Nemzetközi játékvezetés
A Francia labdarúgó-szövetség Játékvezető Bizottsága (JB) terjesztette fel nemzetközi játékvezetőnek, a Nemzetközi Labdarúgó-szövetség (FIFA) 1999-től tartotta nyilván bírói keretében. Több nemzetek közötti válogatott és klubmérkőzést vezetett. A francia nemzetközi játékvezetők rangsorában, a világbajnokság-Európa-bajnokság sorrendjében többedmagával a 9. helyet foglalja el 9 találkozó szolgálatával. Az aktív nemzetközi játékvezetéstől 2006-ban búcsúzott. Vezetett nemzetközi mérkőzések száma: 46. Válogatott mérkőzéseinek száma: 12. Válogatott mérkőzéseinek száma: 12.

#### Labdarúgó-világbajnokság
A világbajnoki döntőhöz vezető úton Dél-Koreába és Japánba a XVII., a 2002-es labdarúgó-világbajnokságra és Németországba a XVIII., a 2006-os labdarúgó-világbajnokságra a FIFA JB bíróként alkalmazta. Világbajnokságon vezetett mérkőzéseinek száma: 2.

##### 2002-es labdarúgó-világbajnokság

###### Selejtező mérkőzés
| Időpont           | Helyszín                        | Mérkőzés típusa           | Mérkőzés                   | Eredmény | Nézők száma |
| ----------------- | ------------------------------- | ------------------------- | -------------------------- | -------- | ----------- |
| 2001. március 28. | Katonai Akadémia Stadion, Varsó | előselejtező (5. csoport) | Lengyelország–Örményország | 4 – 0    | 10 320      |
| 2001. június 2.   | Steaua Stadion, Bukarest        | előselejtező (8. csoport) | Románia–Magyarország       | 2 – 0    | 20 526      |

##### 2006-os labdarúgó-világbajnokság
A CAF és az UEFA zónákban vezetett selejtező mérkőzéseket.

###### Selejtező mérkőzés
| Időpont           | Helyszín                           | Mérkőzés típusa           | Mérkőzés               | Eredmény | Nézők száma |
| ----------------- | ---------------------------------- | ------------------------- | ---------------------- | -------- | ----------- |
| 2004. október 13. | Žalgiris Stadion, Vilnius          | előselejtező (7. csoport) | Litvánia–Spanyolország | 0 – 0    | 9114        |
| 2005. március 27. | Arab Contractors Stadion, Kairó    | előselejtező (2. forduló) | Egyiptom–Líbia         | 4 – 1    | 30 000      |
| 2005. június 4.   | Petrovszkij Stadion, Szentpétervár | előselejtező (3. csoport) | Oroszország–Lettország | 2 – 0    | 21 575      |
| 2005. október 8.  | Renzo Barbera Stadion, Palermo     | előselejtező (5. csoport) | Olaszország–Szlovénia  | 1 – 0    | 19 123      |

###### Világbajnoki mérkőzés
| Időpont          | Helyszín                     | Mérkőzés típusa              | Mérkőzés        | Eredmény | Nézők száma |
| ---------------- | ---------------------------- | ---------------------------- | --------------- | -------- | ----------- |
| 2006. június 17. | Commerzbank-Arena, Frankfurt | csoportmérkőzés (D. csoport) | Portugália–Irán | 2 – 0    | 48 000      |
| 2006. június 22. | Signal Iduna Park, Dortmund  | csoportmérkőzés (F. csoport) | Japán–Brazília  | 1 – 4    | 65 000      |

#### Labdarúgó-Európa-bajnokság

##### U16-os labdarúgó-Európa-bajnokság
Csehország az 1999-es U16-os labdarúgó-Európa-bajnokságot, ahol az UEFA JB bíróként alkalmazta.

###### 1999-es U16-os labdarúgó-Európa-bajnokság
| Időpont        | Helyszín               | Mérkőzés típusa | Mérkőzés                    | Eredmény | Nézők száma |
| -------------- | ---------------------- | --------------- | --------------------------- | -------- | ----------- |
| 1999. május 7. | Andrův Stadion, Olmütz | döntő           | Lengyelország–Spanyolország | 1 – 4    | 1500        |

---

##### U18-as labdarúgó-Európa-bajnokság
Finnország rendezte a 2001-es U18-as labdarúgó-Európa-bajnokságot, ahol a FIFA JB hivatalnokként foglalkoztatta.

###### 2001-es U18-as labdarúgó-Európa-bajnokság
| Időpont          | Helyszín                  | Mérkőzés típusa | Mérkőzés                 | Eredmény | Nézők száma |
| ---------------- | ------------------------- | --------------- | ------------------------ | -------- | ----------- |
| 2001. június 29. | Finnair Stadion, Helsinki | döntő           | Csehország–Lengyelország | 1 – 3    | 38 000      |

---
Az európai labdarúgó torna döntőjéhez vezető úton Portugáliába a XII., a 2004-es labdarúgó-Európa-bajnokságra az UEFA JB játékvezetőként foglalkoztatta.

##### Selejtező mérkőzés
| Időpont           | Helyszín                      | Mérkőzés típusa           | Mérkőzés                  | Eredmény | Nézők száma |
| ----------------- | ----------------------------- | ------------------------- | ------------------------- | -------- | ----------- |
| 2002. október 12. | Dinamo Stadion, Minszk        | előselejtező (3. csoport) | Fehéroroszország–Ausztria | 0 – 2    | 20 000      |
| 2003. október 12. | Feijenoord Stadion, Rotterdam | előselejtező (3. csoport) | Hollandia–Ausztria        | 3 – 1    | 48 000      |

#### Olimpia
Görögország fővárosában, Athénban rendezték a XXVIII., a 2004. évi nyári olimpiai játékokat, ahol a FIFA JB bíróként foglalkoztatta.

##### 2004. évi nyári olimpiai játékok
| Időpont             | Helyszín                         | Mérkőzés típusa              | Mérkőzés          | Eredmény | Nézők száma |
| ------------------- | -------------------------------- | ---------------------------- | ----------------- | -------- | ----------- |
| 2004. augusztus 14. | Pampeloponnisiako Stadion, Pátra | csoportmérkőzés (C. csoport) | Argentína–Tunézia | 2 – 0    | 5512        |
| 2004. augusztus 17. | Kaftanzoglio Stadion, Szaloniki  | csoportmérkőzés (A. csoport) | Dél-Korea–Mali    | 3 – 3    | 3320        |
| 2004. augusztus 24. | Kaftanzoglio Stadion, Szaloniki  | egyik elődöntő               | Irak–Paraguay     | 1 – 3    | 6213        |

#### Nemzetközi kupamérkőzések
Vezetett Kupa-döntők száma: 2.

##### Libanoni labdarúgókupa
| Időpont | Helyszín                | Mérkőzés típusa | Mérkőzés                       | Eredmény |
| ------- | ----------------------- | --------------- | ------------------------------ | -------- |
| 2002.   | Nemzeti Stadion, Bejrút | döntő           | Al-Ansar Club–Al Ahed Beyrouth | 2 – 0    |

##### Szaúd-arábiai labdarúgókupa
| Időpont | Helyszín                | Mérkőzés típusa | Mérkőzés          | Eredmény |
| ------- | ----------------------- | --------------- | ----------------- | -------- |
| 2009.   | Központi Stadion, Rijád | döntő           | El-Hilál–Es-Sabáb | 1 – 0    |

## Sportvezetőként
2001-től a játékvezetésnek (tanácsadás, oktatás, ellenőrzés) szenteli idejét. 2005-2008 között a Rhône Alpes Football League tagja, 2011-től Champagne Ardenne League Játékvezetőnek elnöke.

## Szakmai sikerek
- A Francia Labdarúgó-szövetség (UNFP) Játékvezető Bizottsága (JB) a 2005-2006 labdarúgó-bajnokságot követően az Év játékvezetője címmel jutalmazta.
- Az IFFHS (International Federation of Football History & Statistics) 1987-2011 évadokról tartott nemzetközi szavazásán 151, játékvezető besorolásával minden idők 139, legjobb bírójának rangsorolta, holtversenyben Felipe Ramos, Pedro Proença és Valenzano Ubaldo Aquino társaságában.

## Magyar vonatkozás
2005-ben Palotai Károly, FIFA játékvezető az Európai Labdarúgó-szövetség (UEFA)-tól azt a feladatot kapta, hogy a Palermóban sorra kerülő Olaszország–Szlovénia világbajnoki-selejtező mérkőzésen ellenőrizze Eric Poulat szakmai munkáját.